# توپراق‌قلعه
توپراق قلعه، روستایی است از توابع بخش مرکزی شهرستان ارومیه استان آذربایجان غربی ایران. 
روستاهای چسبده به این روستا شامل تکالو، دده سقی و قصور بوده و از طرف جنوب نیز به شهر متصل گردیده‌است. 

## جمعیت
این روستا در دهستان باش‌قلعه قرار داشته و براساس سرشماری مرکز آمار ایران در سال ۱۳۹۵، جمعیت این روستا برابر با ۲٬۴۶۷ نفر (۷۴۱ خانوار) بوده‌ است. 